# Wei-T'o-Anlage
Die Wei-T'o-Anlage ist eine von Wei T'o Associates, Inc. (Seattle) entwickelte Massenentsäuerungsanlage, die 1981 an der kanadischen Nationalbibliothek in Ottawa in Betrieb ging. Sie wurde in Zusammenarbeit mit der kanadischen Nationalbibliothek und dem Nationalarchiv in Ottawa (Kanada) entwickelt.
Wei T'o Associates, Inc. wurde am 27. April 1972 von Richard D. Smith in Seattle (Washington) gegründet. Smith entwickelte nach seiner Ausbildung als Ingenieur und Chemiker 1972 ein Massenentsäuerungsverfahren auf nichtwässriger Basis, das als Wei-T'o-Verfahren bekannt wurde.